# Bromus mucroglumis
Bromus mucroglumis är en gräsart som beskrevs av Wagnon. Bromus mucroglumis ingår i släktet lostor, och familjen gräs. Inga underarter finns listade i Catalogue of Life.